# Segling vid olympiska sommarspelen 1912

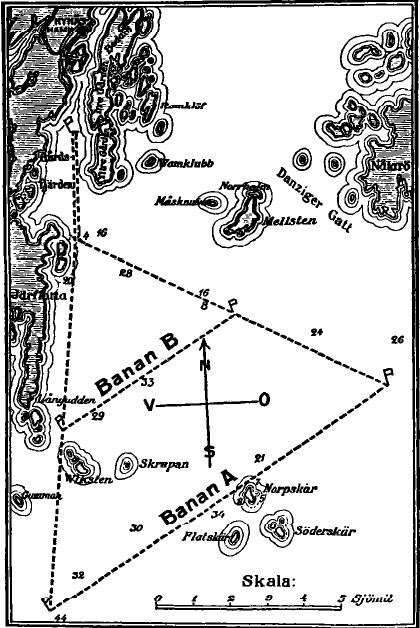
Tävlingarnas två banor: A och B

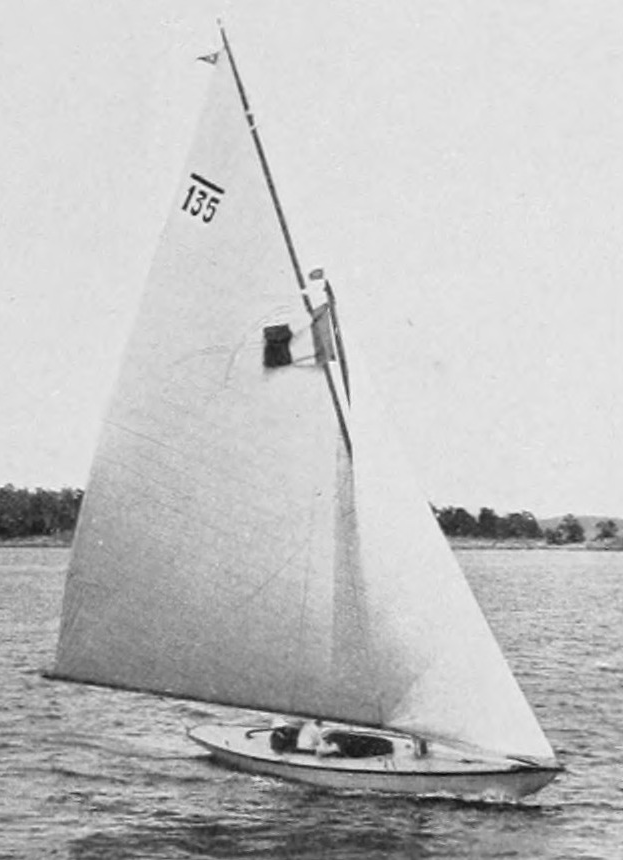
Mac Miche, den franska vinnarbåten i sexmetersklassen.

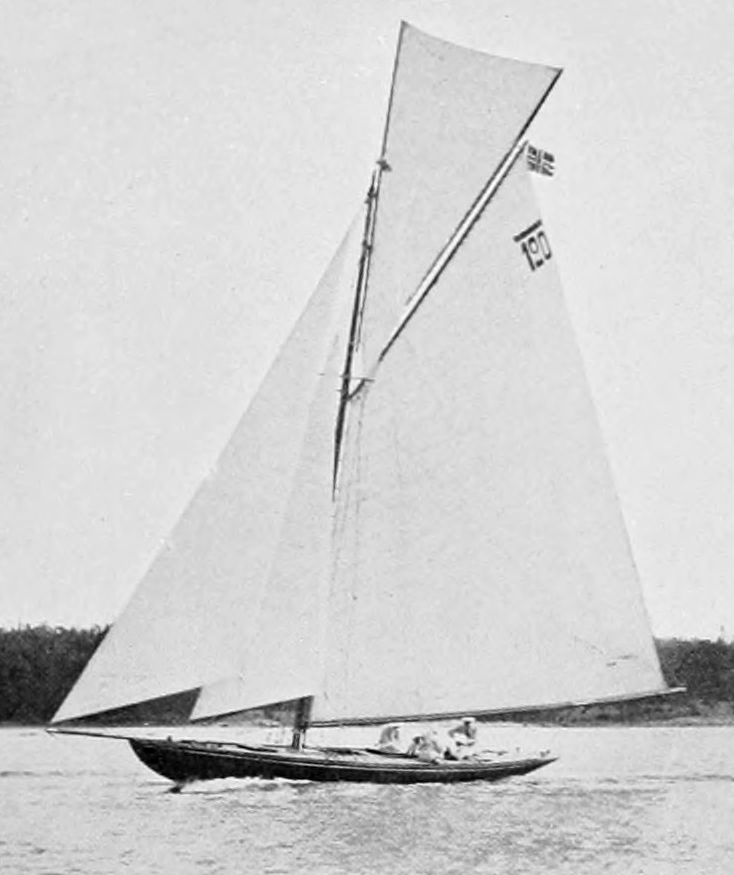
Taifun, den norska vinnarbåten i åttametersklassen.

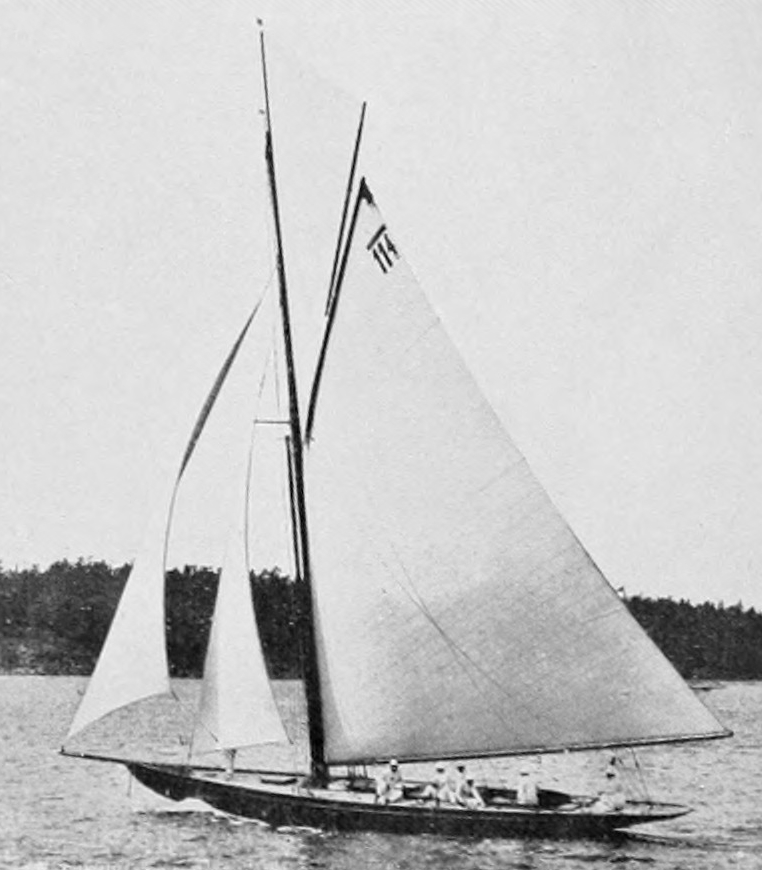
Kitty, den svenska vinnarbåten i tiometersklassen.

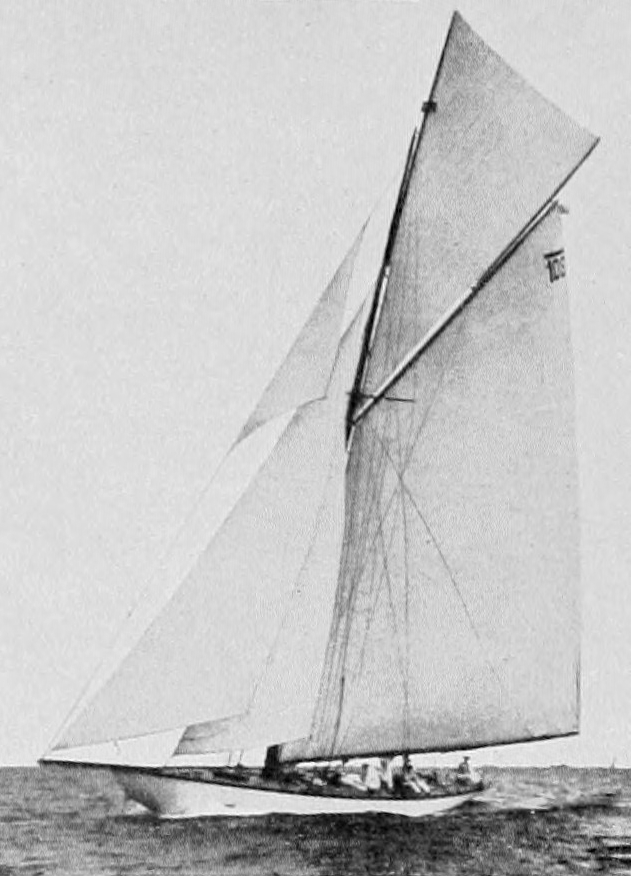
Magda IX, den norska vinnarbåten i tolvmetersklassen.

Segling vid olympiska sommarspelen 1912 avgjordes lördag och söndag 20 och 21 juli i vattnen utanför Nynäshamn, söder om Stockholm. Av 24 anmälda båtar kom 20 till start: sju svenska, fem finska, tre ryska, tre norska, en dansk och en fransk båt. Det tävlades i fyra klasser: sex, åtta, tio och tolv meter. Varje nation kunde delta med högst två båtar i varje klass. Varje klass avgjordes genom två seglingar. En heatseger belönades med 7 poäng, en andraplats med 3 poäng medan trean erhöll 1 poäng. Vid lika poängtal efter två deltävlingar väntade omsegling för att skilja medaljkandidaterna åt. Måndagen 22 juli reserverades för detta. Sammanlagt deltog 109 besättningsmedlemmar, uteslutande män, av dem var 41 svenskar.

## Tävlingsbanorna
Tio- och tolvmetersbåtarnas bana mätte 36,2 sjömil medan sexorna och åttorna seglade 21,3 sjömil. Banorna inleddes och avslutades vid Nynäs havsbad med en nord-sydlig sträcka på Gårdsfjärden mellan Bedarön och Nynäshamn. Däremellan gick banorna i en triangel som seglades motsols. Långa banan gick först i söderut, förbi Viksten, runt ett märke. Sedan böjde banan åt nordost, förbi Gunnarstenarna, fram till en flaggprick. Därefter bar av mot nordväst, tillbaka till Nynäshamn. En stormbana, nordost om Bedarö, fanns i reserv, men behövde aldrig användas.

## Medaljtabell
| Pl.    | Nation    | Guld | Silver | Brons | Totalt |
| ------ | --------- | ---- | ------ | ----- | ------ |
| 1      | Norge     | 2    | 0      | 0     | 2      |
| 2      | Sverige   | 1    | 2      | 1     | 4      |
| 3      | Frankrike | 1    | 0      | 0     | 1      |
| 4      | Finland   | 0    | 1      | 2     | 3      |
| 5      | Danmark   | 0    | 1      | 0     | 1      |
| 6      | Ryssland  | 0    | 0      | 1     | 1      |
| Totalt |           | 4    | 4      | 4     | 12     |

## Medaljfördelning
| Gren                  | Guld | Silver | Brons |
| 6 meter: Detaljer...  | Frankrike Amédée Thubé Gaston Thubé Jacques Thubé | Danmark Steen Herschend Hans Meulengracht-Madsen Sven Thomsen                                                                                   | Sverige Otto Aust Eric Sandberg Harald Sandberg                                                                                           |
| 8 meter: Detaljer...  | Norge Thomas Aas Andreas Brecke Torleiv Corneliussen Thoralf Glad Christian Jebe                                                                     | Sverige Emil Henriques Bengt Heyman Alvar Thiel Herbert Westermark Nils Westermark                                                              | Finland Arthur Ahnger Emil Lindh Bertil Tallberg Gunnar Tallberg Georg Westling                                                           |
| 10 meter: Detaljer... | Sverige Filip Ericsson Carl Hellström Paul Isberg Humbert Lundén Herman Nyberg Harry Rosenswärd Erik Wallerius Harald Wallin                         | Finland Waldemar Björkstén Jacob Björnström Bror Brenner Allan Franck Erik Lindh Adolf Pekkalainen Harry Wahl                                   | Ryssland Esper Belosselsky-Belozersky Ernest Brasche Karl Lindholm Nikolaï Puschnitsky Aleksandr Rodionov Iossif Schomaker Philip Strauch |
| 12 meter: Detaljer... | Norge Johan Anker Nils Bertelsen Eilert Falch-Lund Halfdan Hansen Arnfinn Heje Magnus Konow Alfred Larsen Petter Larsen Christian Staib Carl Thaulow | Sverige Per Bergman Dick Bergström Kurt Bergström Hugo Clason Folke Johnson Sigurd Kander Nils Lamby Erik Lindqvist Nils Persson Hugo Sällström | Finland Max Alfthan Erik Hartvall Jarl Hulldén Sigurd Juslén Ernst Krogius Eino Sandelin Johan Silén                                      |

### Sex meter
I sexmetersklassen segrade fransmannen Gaston Thubé med båten Mac Miche före den danska båten Nurdug II. Särsegling krävdes för att kora vinnaren.  Två svenska båtar deltog i klassen: Kerstin och Sass. Båtarna tvingades till en avgörande omsegling om bronset, vilken Kerstin vann med bröderna Harald och Eric Sandberg och Otto Aust i manskapet. 

### Åtta meter
Norska båten Taifun med Thoralf Glad vid rodret segrade före Bengt Heymans besättning i svenskbåten Sans Atout. Norrmännen vann bägge delseglingarna. Trea var finska båten Lucky Girl. Den svenska båten K.S.S.S. 1912 kom på femte plats. Ett missöde inträffade när en gast slogs överbord på ryska åttan Norman. Denne kunde bärgas, oskadd.

### Tio meter
I tiometersklassen vanns guldet av Sverige genom rorsman Carl Hellström på svenska båten Kitty. Hellström vann båda deltävlingarna.Det krävdes omsegling för att fördela medaljerna mellan tvåan, den finska båten Nina och trean, ryska Gallina II.

### Tolv meter
I 12 metersklassen segrade den norska båten Magda IX med Alfred Larsen vid rodret. I norska besättningen 1912 ingick Johan Anker. 1928 i Amsterdam skulle han ta sitt andra guld, då i sexmetersklassen, tillsammans med dåvarande kronprins Olav i besättningen. Svenska tolvan Erna Signe med rorsman Hugo Clason gick i mål som tvåa och belönades med silvermedaljer.

## Seglingarna i nationskampen
Norge blev OS-seglingarnas bästa nation. Sverige gick genom fina insatser förbi USA i den sammanlagda nationskampen, om man räknade så kallade olympiska poäng. Varken USA eller Storbritannien deltog i regattorna. Sammantaget vann Förenta staterna flest guldmedaljer i spelen medan Sverige sammanlagt vann ett större antal medaljer.

## Arrangemanget
Valet av Nynäshamn hade flera orsaker. Orten kunde nås från Stockholms central med Nynäsbanan, en resa som tog 65 minuter. Nynäshamn kunde även erbjuda goda alternativ vad gällde kost, logi och faciliteter för presskåren. Ett presscentrum inrättades i stationsbyggnaden, med elva telefonapparater och telegraflinjer till Stockholm. Fartyget Saga skjutsade journalister ut till tävlingsbanorna. Det var många tillresta: till mottagningsfesten den 19 juli inbjöds 600 gäster, däribland olympiaseglingarnas hederspresident, prins Wilhelm. Seglingsmedaljörerna mottog sina segertecken ur prinsessan Marias hand under en festmiddag på restaurang Hasselbacken den 27 juli.

### Fotnoter
1. ↑  Jönsson, Åke (2012). Vägledning till Solskensolympiaden. Stockholm: Klocktornet. Libris 12538959. ISBN 978-91-637-0085-9
2. ↑  Mallon, Bill; Widlund Ture (2009) (på engelska). The 1912 Olympic Games: results for all competitors in all events, with commentary. Results of the early modern Olympics ; 6. Jefferson, N.C.: McFarland